# Wabasso
Wabasso es un género de arañas araneomorfas de la familia Linyphiidae. Se encuentra en la zona holártica.

## Lista de especies
Según The World Spider Catalog 12.0:
- Wabasso cacuminatus Millidge, 1984
- Wabasso hilairoides Eskov, 1988
- Wabasso koponeni Tanasevitch, 2006
- Wabasso millidgei Eskov, 1988
- Wabasso quaestio (Chamberlin, 1949)
- Wabasso replicatus (Holm, 1950)
- Wabasso saaristoi Tanasevitch, 2006
- Wabasso tungusicus Eskov, 1988